# Продимекс
«Продимекс» — российская продовольственная группа, крупнейший производитель белого сахара в России. Штаб-квартира — в Красногорском районе Московской области. Основное производство сахара расположено в Воронежской области.

## История
Компания была создана в 1992 году. В 1998 году был приобретен первый сахарный завод, а в 2001 году — первое агропредприятие. В этот период компания начала реализовывать комплексный подход к организации производства — от выращивания сырья для переработки до производства конечной продукции.

## Деятельность
«Продимекс» был создан в 1992 году как торговая компания, ориентированная на импорт белого сахара и переработку сырца. На следующем этапе своего развития, в 1996 −1998 гг. компания переориентировалась на организацию собственного производства, тогда же были приобретены первые сахарные заводы. В 2004 году началась реализация программы по модернизации предприятий. В 2011 году компания запустила первый в России завод по дешугаризации мелассы. К 2022 году все сахарные заводы были оснащены цехами сушки и гранулирования жома, что повысило экологичность и эффективность производства. На данный момент в составе группы компаний 14 сахарных заводов в 6 регионах.
В 2022 году было собрано 7.8 млн тонн свеклы собственного производства и выработано свыше 1,2 млн тонн сахара. В 2023 году объём произведенного сахара превысил 1,4 млн тонн. «Продимекс» выпускает сахар под двумя марками — «Продимекс» и относящийся к категории «Экстра» сахар «Naturiqa».
В 2001 году «Продимекс» приобрел первое агропредприятие. В настоящее время группа компаний обладает одним из крупнейших земельных банков в стране — более 900 тыс. га пахотных земель расположенных в 9 регионах России: Воронежской, Белгородской, Курской, Липецкой, Тамбовской и Пензенской областях, Краснодарском и Ставропольском крае краях, а также в Республике Башкортостан. Агропредприятия занимаются выращиванием сахарной свеклы, пшеницы, ячменя, гороха, кукурузы, подсолнечника, рапса, сои, льна и др.
Компания имеет в собственности 10 собственных элеваторов, общий объём хранения которых составляет более 1 млн т.

## Собственники и руководство
Основным акционером группы компаний «Продимекс» является председатель совета директоров Игорь Худокормов. Генеральный директор группы — Виктор Алексахин.